# Mercredi des Cendres
Pour les articles homonymes, voir Cendres.
Le mercredi des Cendres (en latin Dies cinerum, « Jour des cendres ») est un jour de pénitence qui marque le début du Carême dans le christianisme. Cette fête mobile a lieu 47 jours avant Pâques en comput ancien. La veille du mercredi des Cendres, le Mardi gras, est le dernier jour « gras » avant le carême, qui va durer 40 jours.
Il se fête au plus tôt le 4 février, au plus tard le 10 mars.
Pour les Églises d'Orient, c'est le Lundi pur qui marque l'entrée en carême, 48 jours avant la fête de  Pâques.

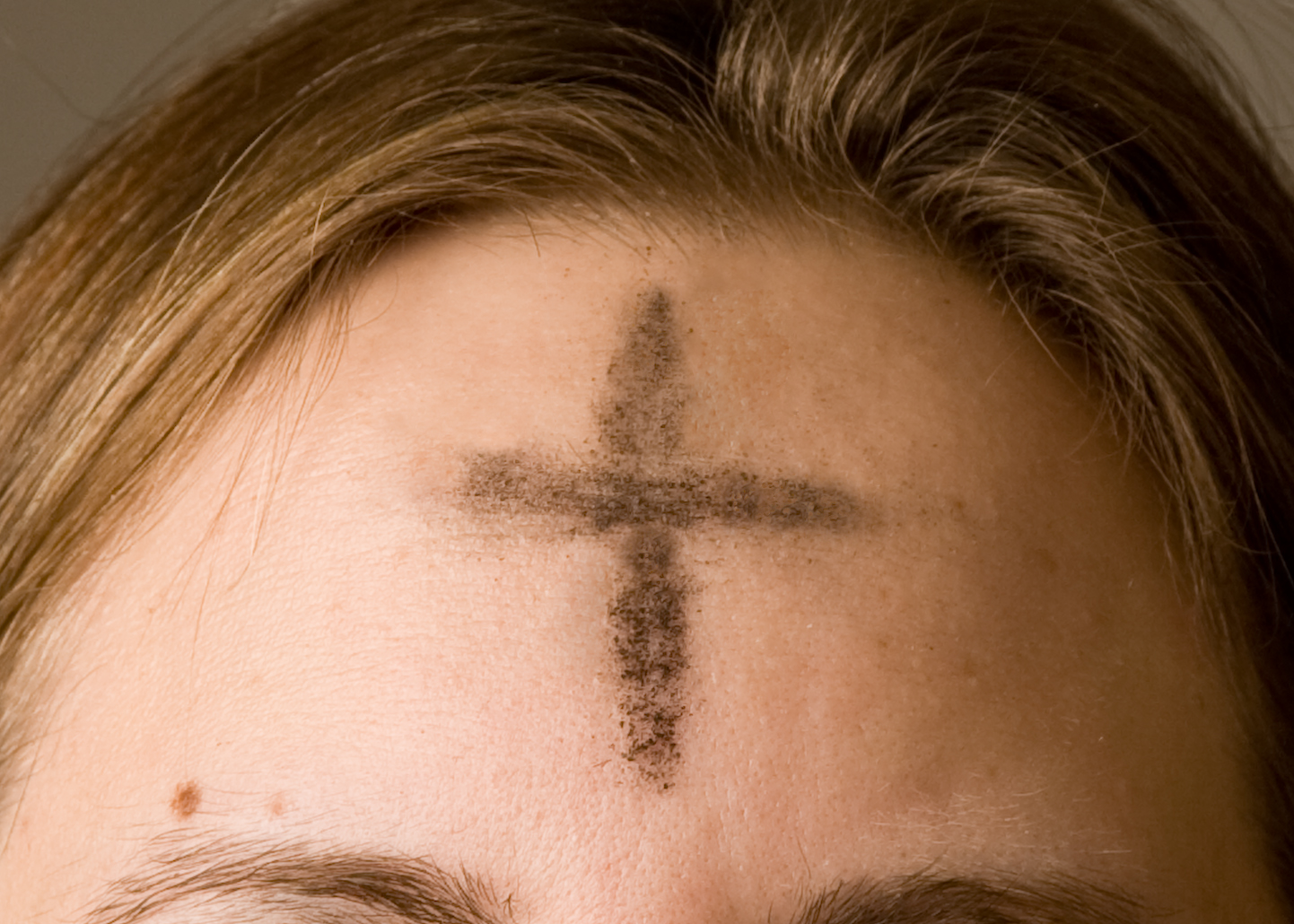
Imposition des cendres par un ministre du culte.

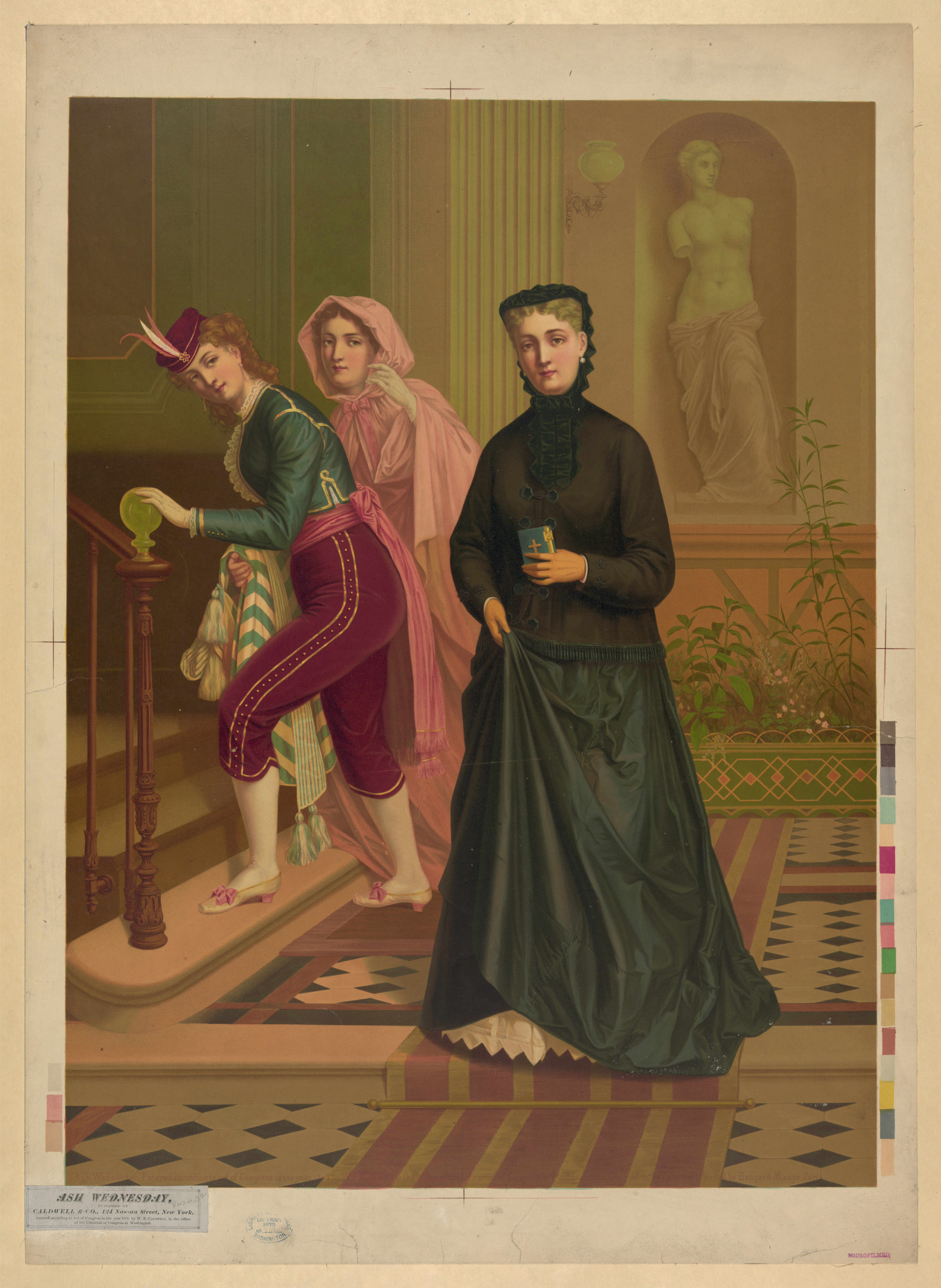
Gravure de 1878 où une femme vêtue de noir symbolise le mercredi des Cendres pendant que s'éloignent deux personnages en costumes de Mardi gras.

## Histoire
La ritualisation des cendres est liée à la pénitence dès l’Ancien Testament, notamment dans le Livre de Daniel et le Livre de Jonas : « Et je tournai ma face vers le Seigneur Dieu, me disposant à la prière et à la supplication par le jeûne, et avec le sac et la cendre » et « Le bruit étant parvenu jusqu’au roi de Ninive, il se leva de son trône, jeta bas son manteau, se couvrit d’un cilice et s’assit sur la cendre. »
Dans le christianisme, le premier concile de Nicée, en 325, préconise un jeûne de quarante jours pour préparer Pâques.
Le pape Grégoire Ier institue aux alentours de l'an 591 la coutume, en ce mercredi, de consacrer au service divin les cendres des rameaux de l'année précédente et de tracer avec ces cendres une croix sur le front des fidèles. En recevant cette croix de cendres, les fidèles doivent prendre conscience de leur caractère éphémère et faillible. Aussi, sont-ils appelés à la conversion (en grec ancien : μετάνοια, metánoia : « repentance », accompagnée de « changement de pensée, changement de sens, conversion de la pensée »).
La première prière pour la bénédiction des cendres date du XIe siècle. Lors du synode de Bénévent (1091), le pape Urbain II recommande la coutume de l’éparpillement des cendres pour toute l’Église.

## Signification
La pénitence peut se résumer en trois actions : la prière, l'aumône et le jeûne. Le but est de se préparer à la fête de Pâques. C'est une manière concrète pour le chrétien de s'unir à Jésus-Christ, qui lui-même, après son baptême par Jean le Baptiste, a jeûné quarante jours dans le désert pour se préparer à sa mission, celle de sa mort et de sa résurrection.
C'est aussi l'occasion de se détacher de tout ce qui éloigne de Dieu ; le jeûne ne prend pas toujours la forme de privation de nourriture, mais peut être plus large. Diminuer ou se priver représente un chemin de détachement et d'humilité qui permet de mieux prendre conscience de ce que tant d'êtres humains sur Terre vivent au quotidien, et de rester dans une attitude d'accueil : que le prochain en difficulté ne nous soit pas étranger.
Dans le christianisme primitif, ce qui était mis de côté par ceux qui jeûnaient était redistribué aux pauvres.
Dans l'Église catholique, les fidèles assistent à une messe où le prêtre, après la proclamation de l'Évangile et l'homélie, leur trace une croix sur le front avec de la cendre, en prononçant ce verset de l'Évangile selon Marc (Mc 1,15) : « Convertissez-vous et croyez à l’Évangile » ou celui de la Genèse (Gn 3,19) : « Souviens-toi que tu es poussière et que tu retourneras en poussière » (en latin : Memento, homo, quia pulvis es, et in pulverem reverteris). L'imposition de cendres au front du pénitent est une évocation symbolique de la mort, un appel à la conversion, un symbole de renaissance, une image de la pauvreté de l'être humain et le signe de la miséricorde de Dieu.
Les catholiques sont tenus à l'abstinence et au jeûne le mercredi des Cendres sauf cas particuliers (jeunes enfants, personnes âgées ou malades, personnes exerçant un métier physiquement difficile).

## Dates de 2023 à 2030
2023 - 22 février ;
2024 - 14 février ;
2025 - 5 mars ; 
2026 - 18 février ;
2027 - 10 février ;
2028 - 1er mars ;
2029 - 14 février ;
2030 - 6 mars.